# متروی کلکته
متروی کلکته (انگلیسی: Kolkata Metro) سیستم قطار شهری زیرزمینی در شهر کلکته، هند است.
این مترو که در سال ۱۹۸۴ تأسیس شده، دارای ۱ خط، ۲۴ ایستگاه و ۲۷٫۲۲ کیلومتر طول می‌باشد.

## نگارخانه

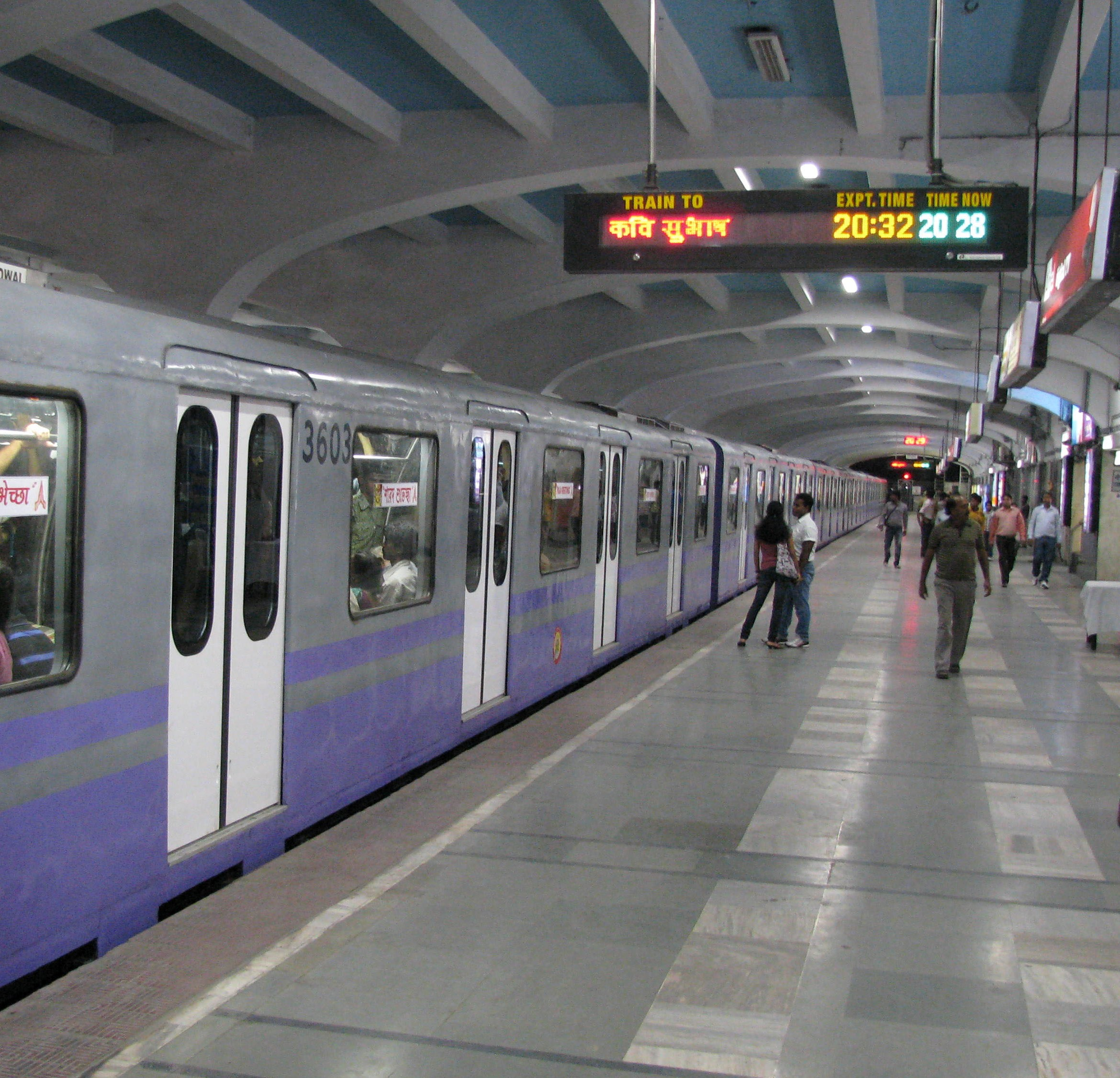
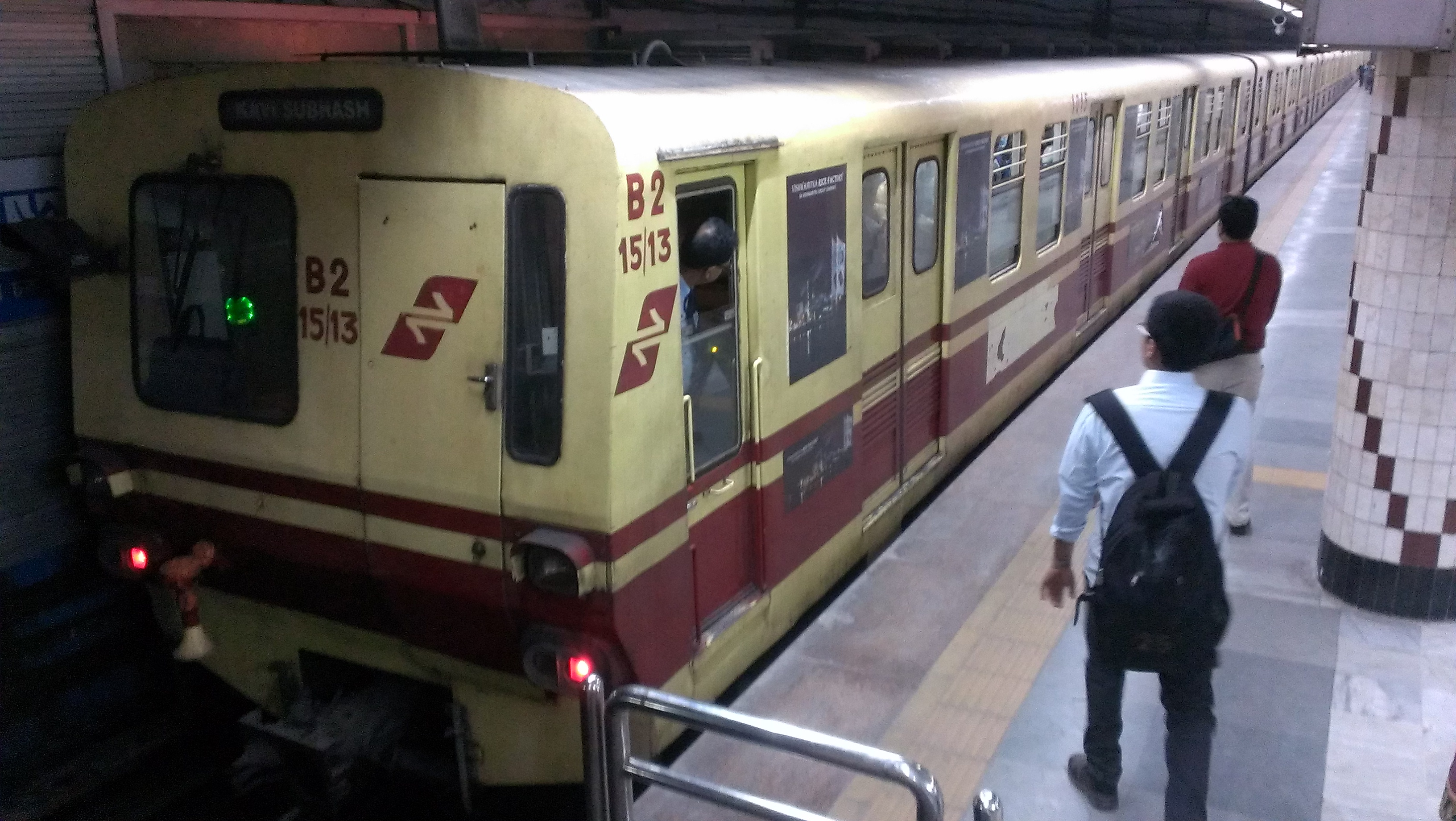
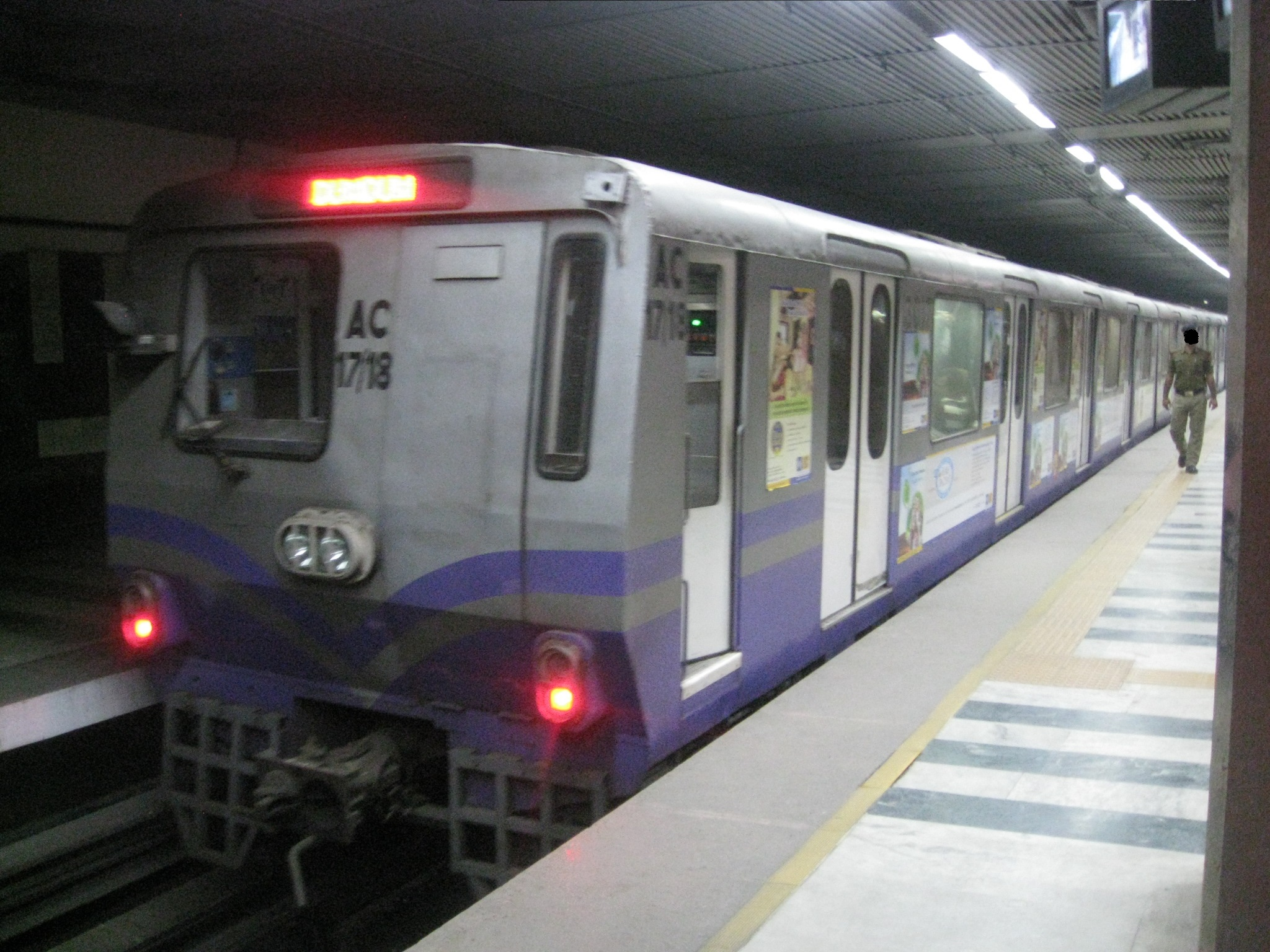
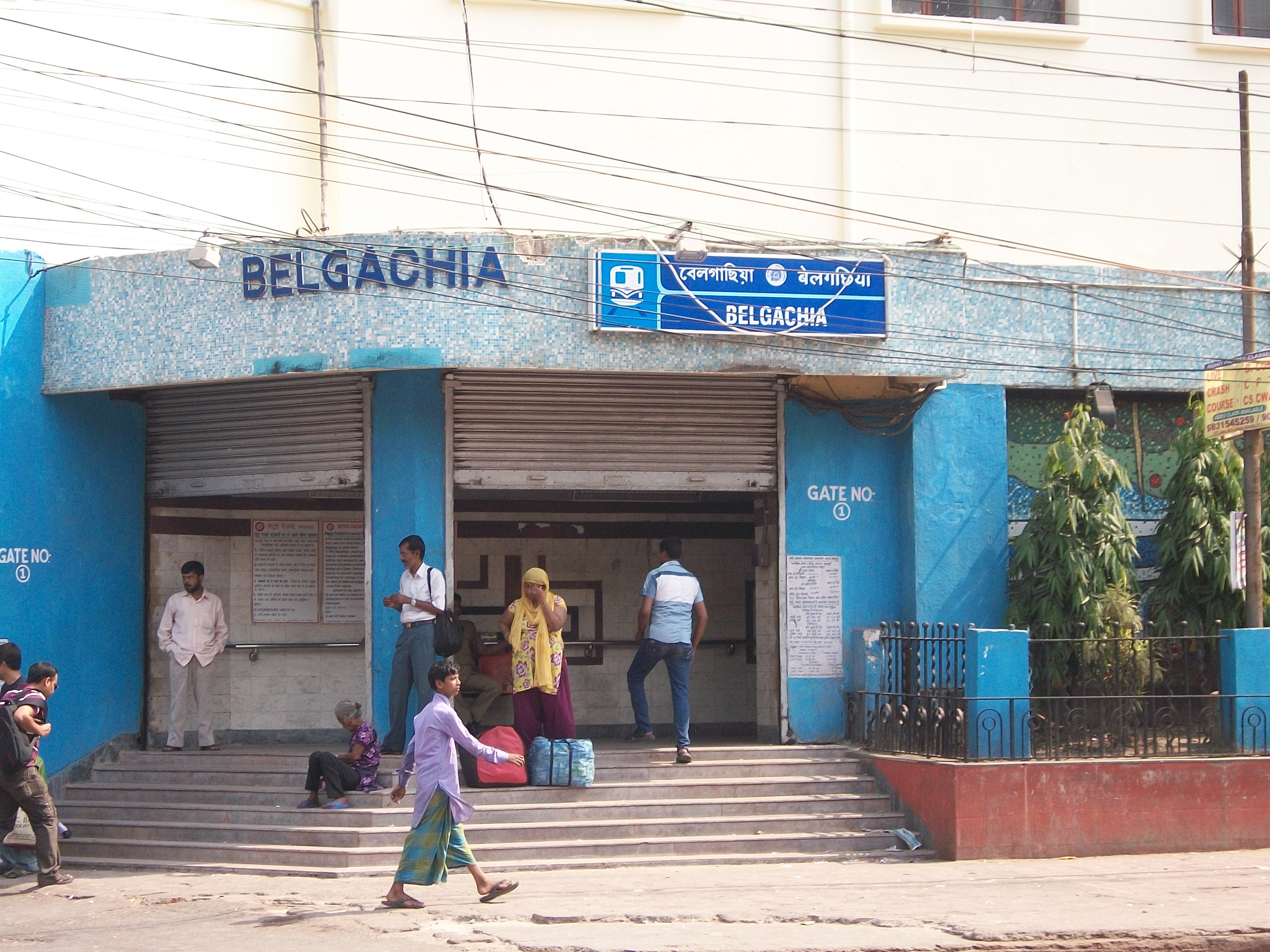
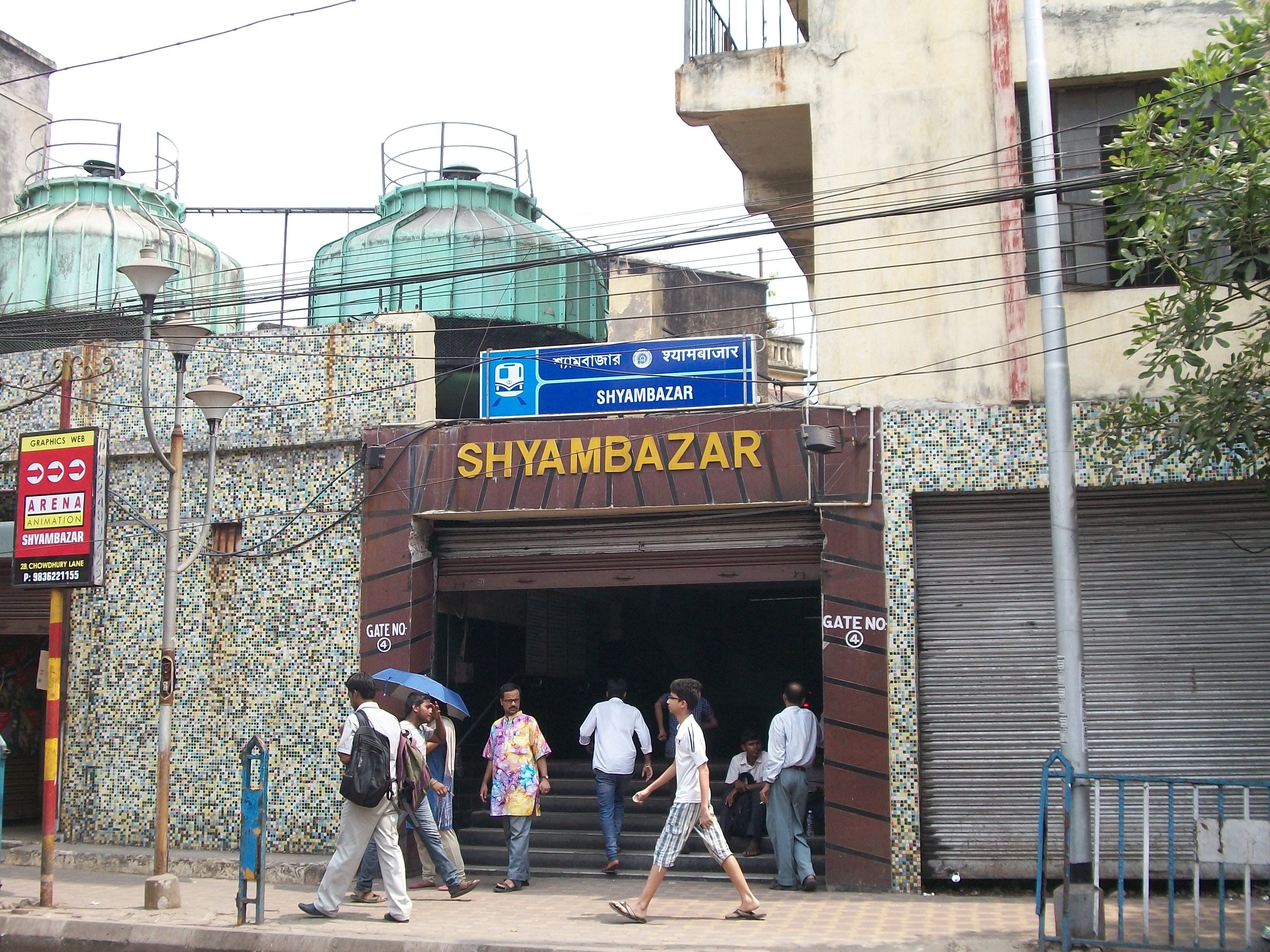